# Valérie Sarn
Valérie Sarn, née le 30 mai 1932 à Saint-Malo et morte à Avignon le 4 mai 2013, est une présentatrice, commentatrice et productrice d'émissions.

## Biographie
Elle entre en 1965 à la SACEM, comme autrice des paroles de la version française de la chanson Michelle des Beatles. Elle crée des chansons telles que Comm' C'est Bizarre (produit par Paul Piot, 1964), Quand tu viens me voir (coécrit avec Frank Gérald, 1964), Nicolas et Fouettard (1980).
Elle commence sa carrière télévisuelle sur Télé Monté-Carlo avant de rejoindre le Grand-Duché de Luxembourg où elle fut animatrice et productrice sur Télé Luxembourg, puis responsable des variétés, ainsi que commentatrice du Concours Eurovision de la chanson pour la chaîne, de 1983 à 1991.
Passionnée par la chanson, dont elle sera l'interprète de quelques titres, c'est surtout vers la peinture qu'elle se dirigera. Elle créera de nombreux tableaux. Venu le temps de la retraite, Valérie ouvre une galerie à Avignon.
Valérie Sarn vivait ses dernières années en Provence, et continuait à peindre. L'Opéra d'Avignon et des Pays de Vaucluse lui avait commandé une exposition en mars et avril 2008 sur le thème de la musique en général et l'opéra en particulier par rapport à la programmation de la saison 2007-2008.